# Catalano dei Malavolti

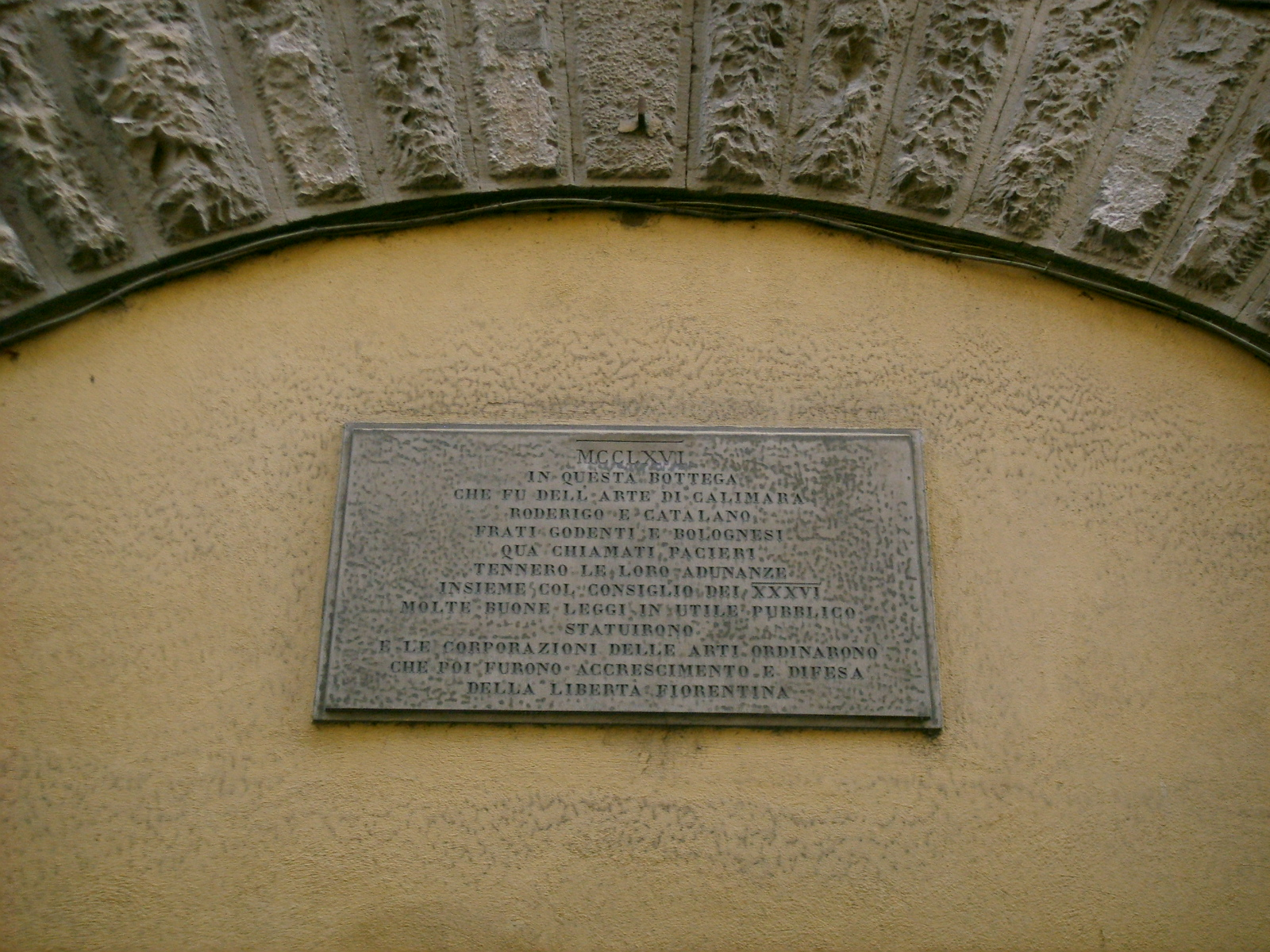
Una placa que recuerda la sede general de los Frailes Gaudentes en Florencia, via Porta Rossa.

Fray Catalano dei Malavolti (Bolonia, 1210 aprox. – Ronzano, 1285) fue un religioso italiano, se encuentra entre los fundadores del Orden de la Milicia de la Bendita Virgen María, conocida también como el Orden Caballeresco de los frailes Gaudentes.

## Biografía
De familia güelfa, fue podestà en distintas ciudades y lideró una parte de la infantería boloñesa en la Batalla de Fossalta.
Después de haber fundado el orden de los frailes gaudentes (un epítome que después fue despreciativo) fue junto a Loderingo degli Andalò pacificador en varias ciudades en nombre del papa Clemente IV, si bien su orden prohibía cubrir cargos políticos. La dupla fue dos veces llamada a regir en Bolonia (1265 y 1267), mientras que en el 1266, poco después de la Batalla de Benevento y la sangrienta expulsión de los gibelinos, son enviados a Florencia como pacificadores.
Aquí Dante Alighieri tuvo la oportunidad de conocerlos, colocándolos más tarde en la fosa (bolgia) de los hipócritas en el Infierno (Canto XXIII), obligados a vagar por la eternidad vestidos de pesadas capas de plomo exteriormente doradas.
Catalano se retiró en el convento de Ronzano, donde murió en el 1285.